# Mariestad
Mariestad je město ve Švédsku. V roce 2014 zde žilo 23 900 obyvatel.

## Historie
Město bylo založeno v roce 1583 vévodou Karlem, který se později stal švédským králem Karlem IX. Město je pojmenováno po jeho manželce Marii Falcké.